# Động mạch quặt ngược quay
Động mạch quặt ngược quay (tiếng Anhː Radial recurrent artery) là nhánh của động mạch quay, tách ra ở ngay dưới khuỷu tay.
Động mạch đi lên trên, giữa các nhánh của thần kinh quay, nằm trên cơ ngửa, sau đó nằm giữa cơ cánh tay quay và cơ cánh tay, cung cấp máu cho các cơ này và khớp khuỷu, và nỗi với động mạch cánh tay sâu.

## Một số hình ảnh

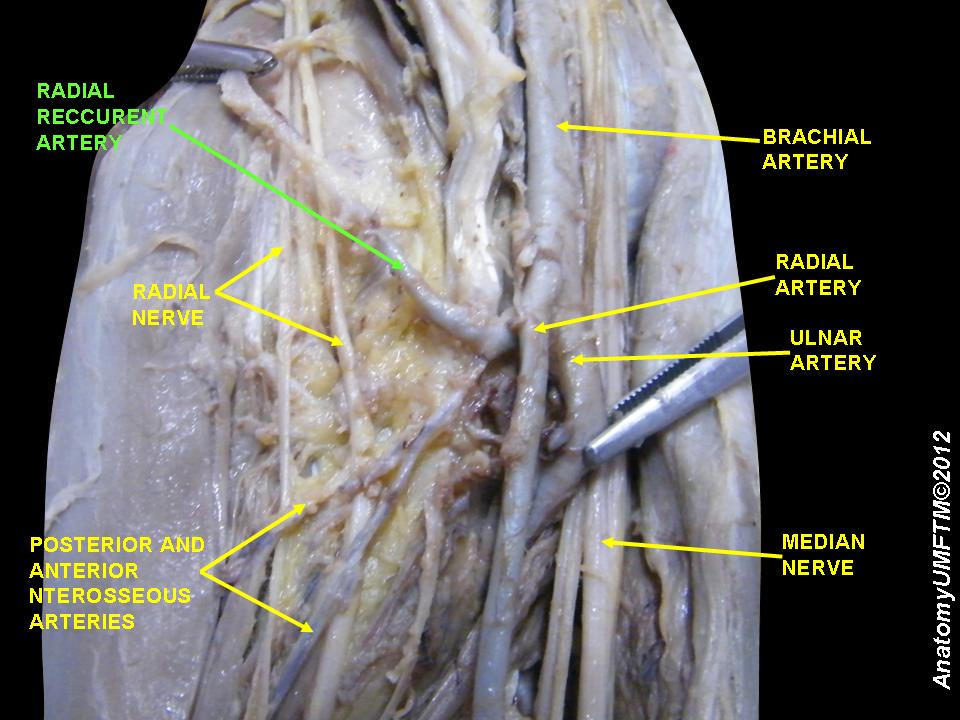
Vị trí động mạch quặt ngược quay
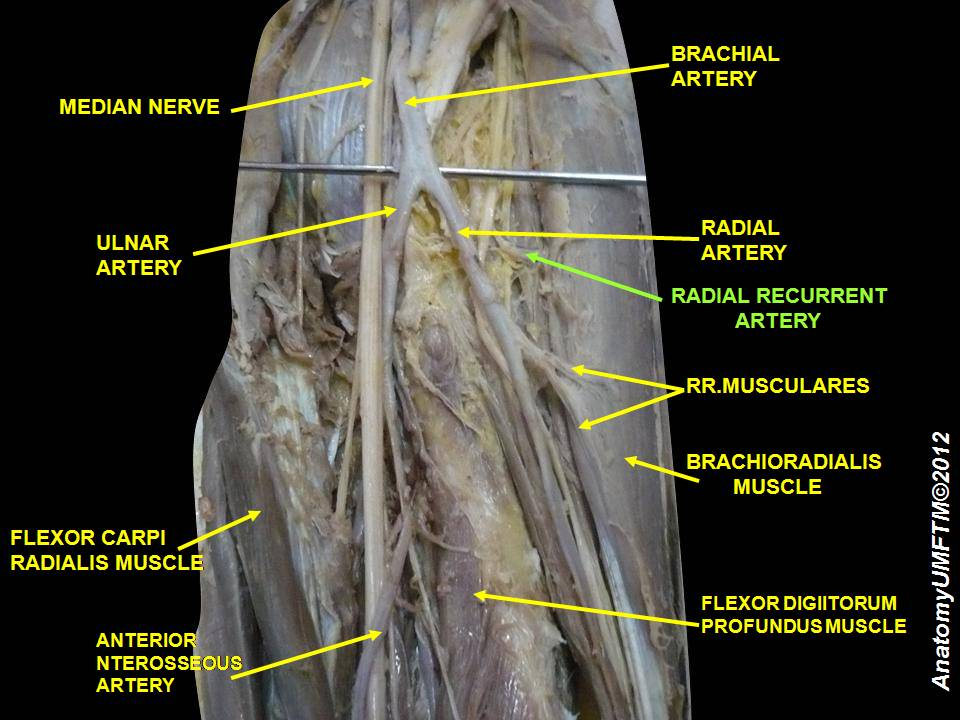
Vị trí động mạch quặt ngược quay
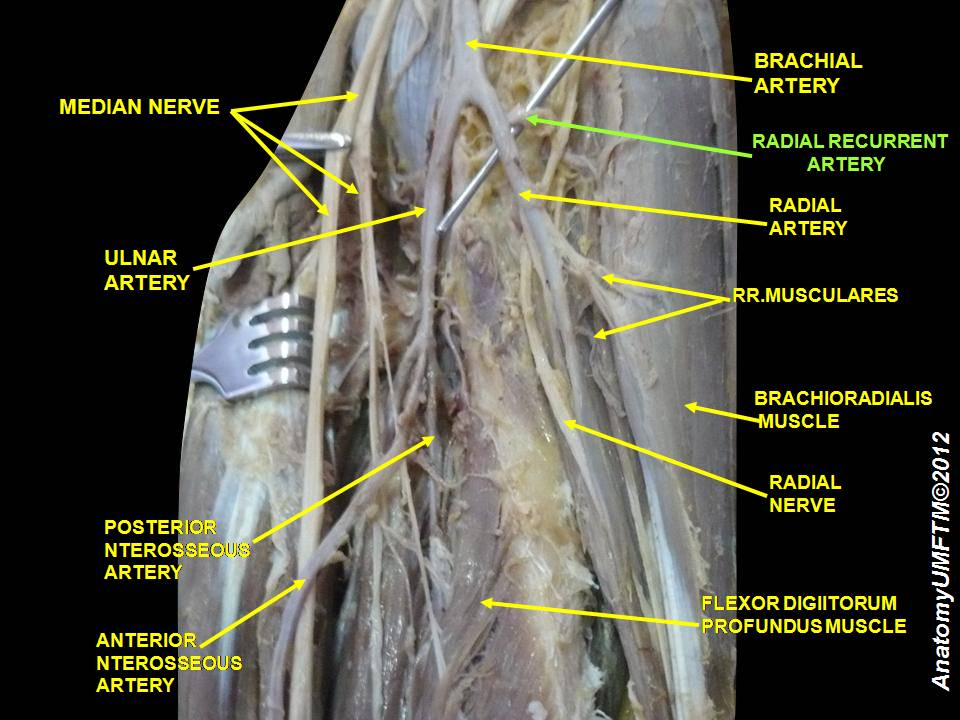
Vị trí động mạch quặt ngược quay